# Windsor Hotel (Garden City)

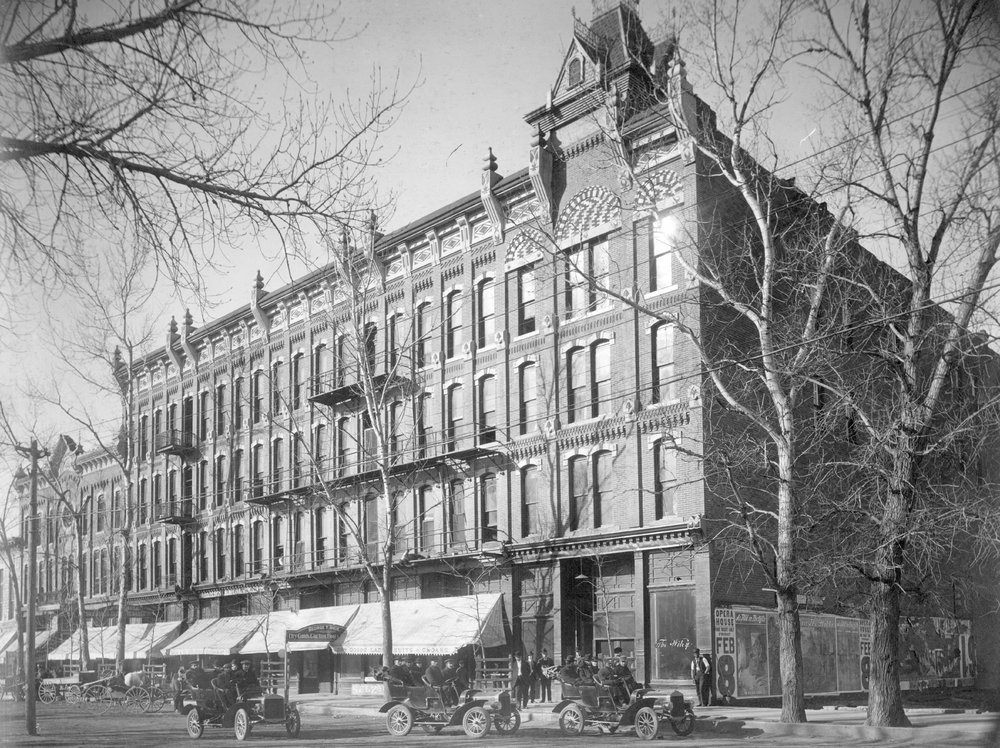
Eine Aufnahme aus dem Jahr 1907 von Francis Marion Steele

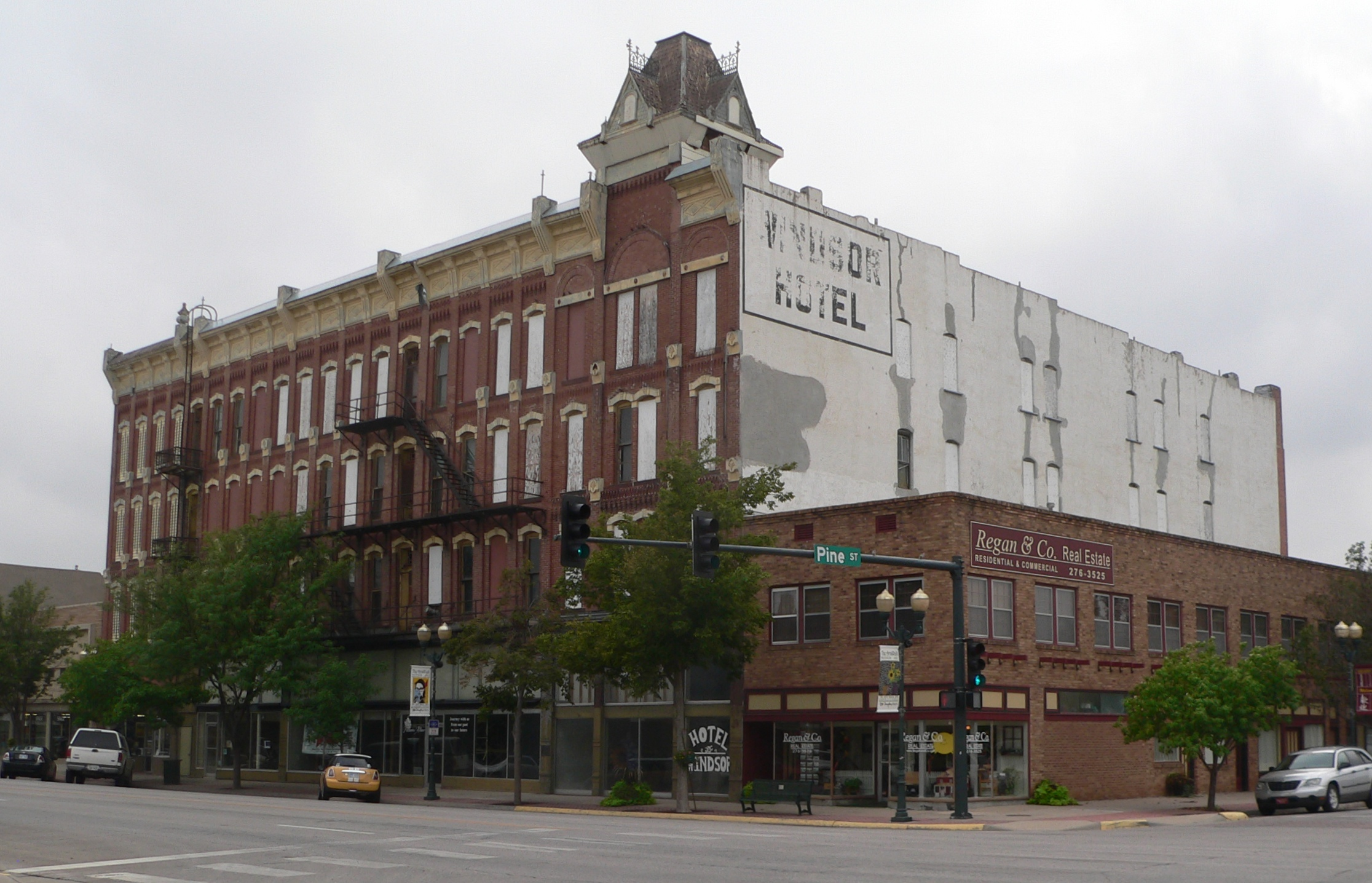
Aufnahme aus einer ähnlichen Perspektive von 2013

Das Windsor Hotel ist ein ehemaliges US-amerikanisches Hotel in Garden City in Kansas.

## Beschreibung und Geschichte
Das vierstöckige Hotel mit 125 Gästezimmern wurde ab dem Jahr 1887 errichtet und 1889 eröffnet. Es galt damals als zukunftsweisendes Bauwerk, insbesondere wegen seines drei Stockwerke hohen Atriums mit Glasdach, um das herum die Zimmer angeordnet waren. Auf drei Seiten war dieses Atrium jeweils von einer Galerie mit Mahagonigeländer umgeben, von der aus man die Zimmer betreten konnte.
Das Bauwerk war als „Waldorf of the Prairies“ bekannt, das besonders bei reichen Viehhändlern beliebt war. 1972 wurde das Hotel auf das National Register of Historic Places gesetzt, 1977 wurde es geschlossen. Die Finney County Preservation Alliance bemüht sich um eine Renovierung und Neueröffnung des Hotels im kleineren Stil.
Garden City hatte im Jahr 1885 erst 378 Einwohner. Doch John Stevens, der das Hotel bauen ließ, sah richtig voraus, dass die Bevölkerungszahlen durch neue Ansiedlungen bald steigen würden. 1887 lagen sie bereits bei 2379. Die Eröffnungsfeierlichkeiten des Hotels wurden von der lokalen Presse als Beginn einer neuen Ära des Reichtums gepriesen. In der luxuriös ausgestatteten „Presidential Suite“ sollen unter anderem Lillian Russell, Buffalo Bill und Jay Gould Quartier genommen haben. Der Glanz währte allerdings nicht lange, denn die Spekulationsblase platzte und viele Menschen wanderten wieder aus dem Finney County ab. 1893 verlor Stevens sein Hotel, das in die Hände eines Trusts überging und von D. R. Menke gemanagt wurde. Es wechselte noch mehrmals den Besitzer, ehe es 1938 von der Familie Garnand übernommen wurde, die es von Raymond Baird managen ließ. Dieser arbeitete dort 25 Jahre lang. Geschlossen wurde es aus Feuerschutzgründen.
Die Restaurierung des Gebäudes geht nur langsam voran, im Erdgeschoss sind Flächen für den Einzelhandel geplant, auch eine kleine Brauerei, die mit Mobiliar im Stil des späten 19. Jahrhunderts ausgestattet sein soll, würde gut in das Konzept passen. Die Nutzungspläne für das frühere Hotel reichen von Wohnungen bis hin zu Studios oder Ateliers für Künstler.
In Truman Capotes Tatsachenroman Kaltblütig wird das Hotel mehrmals erwähnt.